# Musculus gluteofemoralis
Der Musculus gluteofemoralis (Musculus glutaeofemoralis) ist ein nur bei Katzen beidseitig vorhandener Skelettmuskel des Oberschenkels. Früher wurde er auch als „kopfwärtsliegender Abspreizer des Unterschenkels“ (Musculus abductor cruris cranialis) bezeichnet. Der Muskel entspringt am zweiten bis vierten Schwanzwirbel und setzt an der Fascia lata an. Der Muskelbauch liegt zwischen Musculus gluteus superficialis und Musculus biceps femoris. Er wird vom Nervus gluteus caudalis innerviert und spreizt das Hinterbein ab (Abduktor), streckt das Hüftgelenk und zieht bei festgestelltem Hüftgelenk und einseitiger Wirkung den Schwanz zur Seite.